# 海帆
海帆足球會（Hoi Fan）是澳門足球會，位於澳門特別行政區。現為澳門甲組足球聯賽參賽球隊。2007/08年升上甲組，擊敗皇朝奪得澳門甲組足球聯賽季軍，為澳門足壇新興勢力。

## 球員名單（2009/10）
|  | - 1 黎振雄 - 2 阮德偉 - 4 何偉泉 - 5 陳文輝 - 6 關智超 - 7 黃家富 - 9 李敬斌 - 10 謝明華 - 11 黃漢輝 - 12 杜志強 - 15 陳學堅 - 16 郭兆天 - 17 莫子揚 - 18 李志城 - 20 羅沙里奧(Francisco Xeque do Rosario) - 21 馬龍超 - 22 梁敬文 - 23 范智睿 - 24 蔡敬生 - 26 李嘉濠 - 27 孔家垣 - 28 蔡志輝 - 33 Lino Mourato Lopes - 38 莫志榮 |